# Zachraňte pana Bankse
Zachraňte pana Bankse (v anglickém originále Saving Mr. Banks) je americko-australsko-britská filmová komedie z roku 2013. Režisérem filmu je John Lee Hancock. Hlavní role ve filmu ztvárnili Emma Thompson, Tom Hanks, Annie Rose Buckley, Colin Farrell a Ruth Wilson.

## Děj
Film se odehrává ve dvou časových rovinách. První začíná v roce 1906 v australském Queenslandu, kde mladá Helen Goffová, později známá pod pseudonymem P. L. Traversová, vyrůstá se svým milovaným otcem Traversem Robertem Goffem. Travers je charismatický bankovní úředník s bohatou představivostí, který svou dceru, přezdívanou Ginty, zahrnuje láskou a dobrodružnými příběhy. Jeho chronický alkoholismus však vede k opakovaným problémům v práci, napětí v manželství a nakonec i k pokusu jeho ženy o sebevraždu. Když je Helen osm let, její otec umírá na tuberkulózu. Ještě před jeho smrtí se k rodině přistěhuje praktická a přísná sestra její matky, která se později stane hlavní inspirací pro postavu Mary Poppinsové.
Druhá časová rovina se odehrává v roce 1961 v Londýně. P. L. Traversová se potýká s finančními problémy, její autorské honoráře vysychají a hrozí jí ztráta domu. Její agent Diarmuid Russell ji přesvědčuje, aby přijala nabídku Walta Disneyho, který už dvacet let usiluje o filmová práva k její knize Mary Poppins. Disney dal kdysi svým dcerám slib, že knihu zfilmuje. Traversová se však obává, co by Disney s její postavou udělal, zvláště proto, že je známý především produkcí animovaných filmů, kterými ona pohrdá. Nakonec souhlasí s cestou do Los Angeles poté, co Disney přistoupí na dvě zásadní podmínky – ve filmu nebude animace a autorka bude mít bezprecedentní právo schvalovat scénář.
Po příjezdu do Los Angeles je Traversová znechucena umělou povahou města a přehnaně optimistickými obyvateli, což ztělesňuje i její přátelský řidič limuzíny Ralph. V Disney Studios se setkává s kreativním týmem - scenáristou Donem DaGradim a skladateli Richardem a Robertem Shermanovými. Od začátku je jejich spolupráce obtížná. Traversová trvá na tom, že Mary Poppinsová je nepřítelem sentimentu a rozmaru, a zvláště protestuje proti způsobu, jakým je vykreslena postava George Bankse, otce dětí. Trvá na tom, že Banks není ani chladný, ani krutý.
Disneyho tým postupně začíná chápat, jak hluboce osobní jsou příběhy Mary Poppinsové pro jejich autorku a jak mnoho postav bylo inspirováno její minulostí. Pan Banks je založen na jejím vlastním otci, zatímco Mary Poppinsová byla inspirována její tetou. Tým uznává oprávněnost jejích kritických připomínek a provádí změny. Traversová se však stává čím dál více odtažitou, jak se jí vracejí bolestné vzpomínky z dětství. Ve snaze porozumět jejím problémům ji Disney pozve do Disneylandu. Společně s jejím rozvíjejícím se přátelstvím s Ralphem, úpravami postavy George Bankse a přidáním nové závěrečné písně to pomáhá rozpustit její odpor. Její kreativita se znovu probouzí a začíná s týmem spolupracovat. Když však zjistí, že bez jejího souhlasu byla do filmu přidána animovaná sekvence, konfrontuje Disneyho a vrací se do Londýna bez podepsání smlouvy. Disney zjišťuje, že P. L. Traversová je ve skutečnosti pseudonym odvozený od křestního jména jejího otce a že autorka pochází z Austrálie, nikoli z Británie. To mu poskytne nový pohled na situaci a následuje ji do Londýna. Při nečekané návštěvě jí vypráví o své vlastní nelehké minulosti a zdůrazňuje léčivou hodnotu umění. Naléhá na ni, aby nedovolila dávným zklamáním ovládat současnost. Traversová nakonec ustoupí a udělí mu filmová práva.
O tři roky později, v roce 1964, se chystá světová premiéra Mary Poppins v Grauman's Chinese Theatre v Hollywoodu. Disney Traversovou nepozval ze strachu z její možné reakce na film před tiskem. Ona však na popud svého agenta přijede bez pozvání do Disneyho kanceláře a vymůže si pozvánku. Zpočátku sleduje film bez nadšení, zejména během animované sekvence s tučňáky. Postupně se však filmu otevírá a je hluboce dojata zobrazením osobní krize a vykoupení George Bankse.
V závěrečných titulcích filmu jsou použity původní zvukové záznamy ze skutečných jednání mezi Traversovou, bratry Shermanovými a DaGradim.

## Obsazení
| Emma Thompson      | Pamela Travers      |
| Tom Hanks          | Walt Disney         |
| Annie Rose Buckley | mladá Pamela        |
| Colin Farrell      | Travers Robert Goff |
| Ruth Wilson        | Margaret Goff       |
| Paul Giamatti      | Ralph               |
| Bradley Whitford   | Don DaGradi         |
| B. J. Novak        | Robert B. Sherman   |
| Jason Schwartzman  | Richard M. Sherman  |
| Rachel Griffiths   | teta Ellie          |

## Ocenění
Thomas Newman byl za hudbu k tomuto filmu nominován na Oscara a cenu BAFTA. Emma Thompson byla za svou roli v tomto filmu nominována na Zlatý glóbus, cenu BAFTA a SAG Award. Film byl dále nominován na tři ceny BAFTA, v kategoriích nejlepší britský film, scénář a kostýmy.